# Florian Gruber
Florian Gruber (Garmisch-Partenkirchen, 26 de diciembre de 1992) es un deportista alemán que compitió en vela en la clase Formula Kite.
Ganó una medalla de oro en el Campeonato Mundial de Formula Kite de 2013 y dos medallas de plata en el Campeonato Europeo de Formula Kite, en los años 2015 y 2020.

## Palmarés internacional
| \| Campeonato Mundial \| Campeonato Mundial \| Campeonato Mundial \| Campeonato Mundial \| \| Año \| Lugar \| Medalla \| Clase \| \| ------------------ \| ------------------ \| ------------------ \| ----------------------------- \| \| 2013 \| Boao (China) \| Medalla de oro \| Formula Kite \| \| Campeonato Europeo \| \| \| \| \| Año \| Lugar \| Medalla \| Clase \| \| 2015 \| Bozcaada (Turquía) \| Medalla de plata \| Formula Kite \| \| 2020 \| Traunsee (Austria) \| Medalla de plata \| Formula Kite por relevo mixto \| |                    |                  |                               |
| Campeonato Mundial |                    |                  |                               |
| Año | Lugar              | Medalla          | Clase                         |
| 2013 | Boao (China)       | Medalla de oro   | Formula Kite                  |
| Campeonato Europeo |                    |                  |                               |
| Año | Lugar              | Medalla          | Clase                         |
| 2015 | Bozcaada (Turquía) | Medalla de plata | Formula Kite                  |
| 2020 | Traunsee (Austria) | Medalla de plata | Formula Kite por relevo mixto |